# 카라 (만화가)
카라는 대한민국의 만화가이다. 카라는 김윤경(콘티와 데생), 정은숙(터치와 컬러)으로 구성되어 있다.제1회 케이크 만화대상에서 단편 TERRA로 극화체 가작 입상하여 데뷔하였다. 주로 내용은 판타지이며, 독일에서는 작품 '마왕일기'가 베스트셀러에 올랐고, 미국을 포함한 영어권, 프랑스어권, 독일어권, 북유럽, 동남아시아 등 여러나라에서 그 작품을 볼 수 있다.

## 작품

### 단행본
- 마왕일기 (1 ~ 7권)
- 천행기(天行記) (1 ~ 13권)
- Legend(리젠드) (1 ~ 10권)
- 티아라(Tiara)

### 단편
- TERRA
- 크리스탈 하트